# Paris Heyd
Paris Heyd, teilweise auch als Gino Heyd bezeichnet, (* 15. Dezember 1990 in Alexandra) ist ein deutsch-neuseeländischer Eishockeyspieler, der seit Juni 2021 bei Auckland Mako in der New Zealand Ice Hockey League spielt.

## Karriere
Paris Heyd, der neben der neuseeländischen auch die deutsche Staatsbürgerschaft besitzt, spielte zunächst für Southern Stampede, bei denen er als 16-Jähriger sein Debüt in der New Zealand Ice Hockey League gab. Mit der Mannschaft aus Queenstown wurde er auf Anhieb neuseeländischer Landesmeister. Anschließend wechselte er zu den Canterbury Red Devils, mit denen er 2009 erneut den Titel gewinnen konnte. Im Südhalbkugelsommer 2009/10 spielte er in Kanada für die Harrington College Icebergs in der Quebec College Hockey League. Anschließend kehrte er nach Neuseeland zurück, wo er bei Dunedin Thunder aktiv war. In seiner ersten Saison dort war er nicht nur als Spieler, sondern auch als Assistenztrainer aktiv. 2011 wurde er trotz der Niederlage seiner Mannschaft zum vertvollsten Spieler der Neuseeländischen Liga gewählt. Seit 2015 ist er Kapitän seiner Mannschaft. 2011/12 überbrückte er die neuseeländische Sommerpause mit einem Engagement beim Hockey Club de Cergy-Pontoise in der französischen Division 1, der zweithöchsten Spielklasse des Landes. In der Spielzeit 2018 wurde er zum zweiten Mal zum wertvollsten Spieler der neuseeländischen Liga gewählt. 2021 wechselte er innerhalb der Liga zu Auckland Mako.

### International
Im Juniorenbereich spielte Heyd mit der neuseeländischen Auswahl bei der U-18-Weltmeisterschaft 2007 und der U-20-Weltmeisterschaft 2010 jeweils in der Division III.
Für die Herren-Nationalmannschaft nahm Heyd an den Weltmeisterschaften der Division II 2011, 2013, 2015, 2016, 2017, als er zum besten Spieler seiner Mannschaft gewählt wurde, 2018 und 2019 teil.

## Erfolge und Auszeichnungen
- 2006 Neuseeländischer Meister mit Southern Stampede
- 2009 Neuseeländischer Meister mit den Canterbury Red Devils
- 2011 Wertvollster Spieler der New Zealand Ice Hockey League
- 2018 Wertvollster Spieler der New Zealand Ice Hockey League

## NZIHL-Statistik
(Stand: Ende der Saison 2020)